# Галето (Комо)
Галето је насеље у Италији у округу Комо, региону Ломбардија.
Према процени из 2011. у насељу је живело 84 становника. Насеље се налази на надморској висини од 265 м.